# Essex (Illinois)
Essex é uma vila localizada no estado americano de Illinois, no Condado de Kankakee.

## Demografia
Segundo o censo americano de 2000, a sua população era de 554 habitantes.
Em 2006, foi estimada uma população de 705, um aumento de 151 (27.3%).

## Geografia
De acordo com o United States Census Bureau tem uma área de
5,4 km², dos quais 5,3 km² cobertos por terra e 0,1 km² cobertos por água. Essex localiza-se a aproximadamente 180 m acima do nível do mar.

## Localidades na vizinhança
O diagrama seguinte representa as localidades num raio de 12 km ao redor de Essex.